# Maurits van de Palts
Maurits van de Palts (Kürstin, 16 januari 1621 - 1 september 1652) was de vierde zoon van keurvorst Frederik V van de Palts en Elizabeth Stuart.

## Biografie

### Jeugd
Maurits van de Palts werd geboren tijdens de Dertigjarige Oorlog. Haar moeder was tijdens een doorreis naar Wolfenbüttel neergestreken in de stad Kürstin in de Mark Brandenburg en gaf aldaar geboorte aan haar zoon Maurits op 16 januari 1621. Zijn vader was niet aanwezig bij de geboorte. Op 29 februari verliet Elizabeth met haar pasgeborene en haar gevolg de stad en reisde ze door naar Berlijn. Aldaar vertrouwde ze haar zoon toe aan de zorgen bij zijn keurvorstelijke oom en tante.
In 1628 werd Maurits vanuit Brandenburg overgebracht naar Leiden in de Republiek waar hij kwam te wonen op het Prinsenhof. Bij het bereiken van de leeftijd van zestien verhuisde hij naar Den Haag om bij zijn moeder te wonen. Hij was aanwezig bij het Beleg van Breda waar hij zijn militaire training verkreeg. Zijn militaire training werd wellicht gecombineerd met een universitaire opleiding aan de Universiteit Leiden of een Franse universiteit.

### Engelse Burgeroorlog

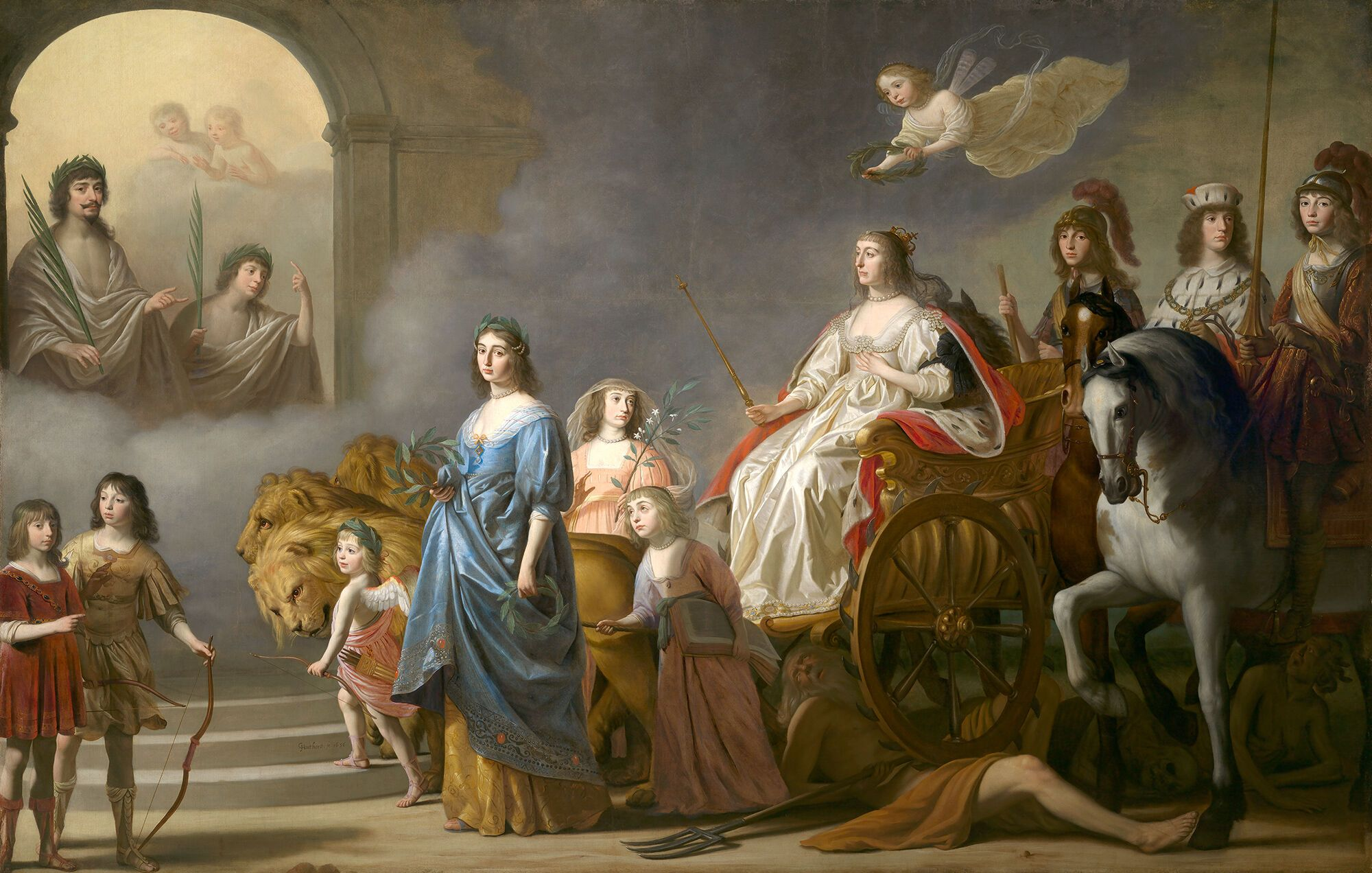
De triomf van de Winterkoningin. Uiterst rechts te paard zit Maurits, geschilderd door Gerard van Honthorst.

In 1642 vergezelde Maurits zijn oudere broer Ruprecht naar noordoost-Engeland om zich daar aan te sluiten bij het Royalistische leger van hun oom Karel I van Engeland. Bij zijn aankomst verkreeg hij direct de rang van kolonel en het commando over een regiment cavalerie. Zijn moeder had nog proberen te voorkomen dat Maurits in het leger van zijn oom te dienen door een aanstelling voor hem te regelen in het Zweedse leger, maar deze poging liep tot niets uit. Nog direct dat jaar namen de broers deel aan de Slag bij Powick Bridge. Hierbij raakte hij gewond, maar was een maand later weer van de partij in de Slag bij Edgehill.
Maurits wist zich vervolgens aan de zijde van zijn broer te onderscheiden bij de aanval op Cirencester. Hij werd benoemd tot generaal en kreeg tot taak het leger parlementaristen van William Waller te volgen. Op 22-jarige leeftijd ging hij ook deel uitmaken van de oorlogsraad van Karel I en was hij bij verschillende bijeenkomsten van deze raad aanwezig tussen november 1642 en mei 1643.
In 1643 was er ook kort sprake van een huwelijk tussen Maurits en Marguerite de Rohan, de dochter van hertog Hendrik II van Rohan, maar de onderhandelingen over een verbintenis tussen de twee liep tot niets uit. Hij vocht vervolgens aan de zijde van zijn broer bij de veldslagen van Newbury en Naseby. Na de inname van Oxford, het hoofdkwartier van de royalistische partij, keerden de twee weer terug naar het continentale Europa. Maurits diende in 1648 kortstondig in het leger van de prins van Oranje.

### Op de vlucht en zijn dood
Toen de burgeroorlog in 1648 weer oplaaiden keerden de broers terug naar de Britse eilanden. Ze gebruikte de Ierse plaats Kinsale als hun uitvalsbasis om de vloot van de parlementaristen te teisteren. In mei 1649 besloot het Engelse parlement om een volwaardige vloot naar Kinsale te sturen onder de leiding van Robert Blake om een einde te maken aan deze acties, maar in oktober van dat jaar slaagden Rupert en Maurits erin om met zeven schepen te ontsnappen. De broers zeilden eerst met hun vloot naar de Middellandse Zee waar ze zich inlieten met piraterij. Ze zeilden vervolgens door naar de West-Afrikaanse kust waar Maurits in maart 1652 een Engels schip veroverde, deze hernoemde als de Defiance en zichzelf uitriep tot viceadmiraal.
Daarna reisde de kleine vloot naar West-Indië waar ze medio september verrast werden door een orkaan nabij de Maagdeneilanden. Het schip Maurits wist de storm niet te doorstaan en alleen het vlaggenschip van Ruprecht wist te ontkomen. Waarschijnlijk was het schip van Maurits aan de grond gelopen op een van de riffen van Anegada of Sombrero. Tot aan 1664 bleven er geruchten bestaan over het feit dat hij het misschien had overleefd en dat hij gevangen werd gehouden door de Spanjaarden. De mythe werd in dat jaar ontkracht door Spaanse zeelieden die het scheepswrak hadden gezien.

## Kwartierstaat
| Lodewijk VI van de Palts (1539-1583)      | Lodewijk VI van de Palts (1539-1583)      | Lodewijk VI van de Palts (1539-1583)      | Lodewijk VI van de Palts (1539-1583)      | Lodewijk VI van de Palts (1539-1583)      | Lodewijk VI van de Palts (1539-1583)      | Elisabeth van Hessen (1539–1582)     | Elisabeth van Hessen (1539–1582)     | Elisabeth van Hessen (1539–1582)     | Elisabeth van Hessen (1539–1582)     | Elisabeth van Hessen (1539–1582)    | Elisabeth van Hessen (1539–1582)    |                                     |                                     | Willem van Oranje (1533–1584)       | Willem van Oranje (1533–1584)       | Willem van Oranje (1533–1584)         | Willem van Oranje (1533–1584)         | Willem van Oranje (1533–1584)         | Willem van Oranje (1533–1584)         | Charlotte van Bourbon (ca. 1546–1582) | Charlotte van Bourbon (ca. 1546–1582) | Charlotte van Bourbon (ca. 1546–1582) | Charlotte van Bourbon (ca. 1546–1582) | Charlotte van Bourbon (ca. 1546–1582)      | Charlotte van Bourbon (ca. 1546–1582)      |                                            |                                            | Henry Stuart Darnley (1545-1567)           | Henry Stuart Darnley (1545-1567)           | Henry Stuart Darnley (1545-1567) | Henry Stuart Darnley (1545-1567) | Henry Stuart Darnley (1545-1567)   | Henry Stuart Darnley (1545-1567)   | Maria I van Schotland (1542-1587)  | Maria I van Schotland (1542-1587)  | Maria I van Schotland (1542-1587)  | Maria I van Schotland (1542-1587)  | Maria I van Schotland (1542-1587) | Maria I van Schotland (1542-1587) |                                 |                                 | Frederik II van Denemarken (1534-1588) | Frederik II van Denemarken (1534-1588) | Frederik II van Denemarken (1534-1588) | Frederik II van Denemarken (1534-1588) | Frederik II van Denemarken (1534-1588) | Frederik II van Denemarken (1534-1588) | Sophia van Mecklenburg-Güstrow (1557-1631) | Sophia van Mecklenburg-Güstrow (1557-1631) | Sophia van Mecklenburg-Güstrow (1557-1631) | Sophia van Mecklenburg-Güstrow (1557-1631) | Sophia van Mecklenburg-Güstrow (1557-1631) | Sophia van Mecklenburg-Güstrow (1557-1631) |  |  |  |  |  |  |  |  |  |  |  |  |  |  |  |  |  |  |  |  |  |  |  |  |  |  |  |  |  |  |  |  |  |  |  |  |  |  |  |  |  |  |  |  |  |  |  |  |
| Lodewijk VI van de Palts (1539-1583)      | Lodewijk VI van de Palts (1539-1583)      | Lodewijk VI van de Palts (1539-1583)      | Lodewijk VI van de Palts (1539-1583)      | Lodewijk VI van de Palts (1539-1583)      | Lodewijk VI van de Palts (1539-1583)      | Elisabeth van Hessen (1539–1582)     | Elisabeth van Hessen (1539–1582)     | Elisabeth van Hessen (1539–1582)     | Elisabeth van Hessen (1539–1582)     | Elisabeth van Hessen (1539–1582)    | Elisabeth van Hessen (1539–1582)    |                                     |                                     | Willem van Oranje (1533–1584)       | Willem van Oranje (1533–1584)       | Willem van Oranje (1533–1584)         | Willem van Oranje (1533–1584)         | Willem van Oranje (1533–1584)         | Willem van Oranje (1533–1584)         | Charlotte van Bourbon (ca. 1546–1582) | Charlotte van Bourbon (ca. 1546–1582) | Charlotte van Bourbon (ca. 1546–1582) | Charlotte van Bourbon (ca. 1546–1582) | Charlotte van Bourbon (ca. 1546–1582)      | Charlotte van Bourbon (ca. 1546–1582)      |                                            |                                            | Henry Stuart Darnley (1545-1567)           | Henry Stuart Darnley (1545-1567)           | Henry Stuart Darnley (1545-1567) | Henry Stuart Darnley (1545-1567) | Henry Stuart Darnley (1545-1567)   | Henry Stuart Darnley (1545-1567)   | Maria I van Schotland (1542-1587)  | Maria I van Schotland (1542-1587)  | Maria I van Schotland (1542-1587)  | Maria I van Schotland (1542-1587)  | Maria I van Schotland (1542-1587) | Maria I van Schotland (1542-1587) |                                 |                                 | Frederik II van Denemarken (1534-1588) | Frederik II van Denemarken (1534-1588) | Frederik II van Denemarken (1534-1588) | Frederik II van Denemarken (1534-1588) | Frederik II van Denemarken (1534-1588) | Frederik II van Denemarken (1534-1588) | Sophia van Mecklenburg-Güstrow (1557-1631) | Sophia van Mecklenburg-Güstrow (1557-1631) | Sophia van Mecklenburg-Güstrow (1557-1631) | Sophia van Mecklenburg-Güstrow (1557-1631) | Sophia van Mecklenburg-Güstrow (1557-1631) | Sophia van Mecklenburg-Güstrow (1557-1631) |  |  |  |  |  |  |  |  |  |  |  |  |  |  |  |  |  |  |  |  |  |  |  |  |  |  |  |  |  |  |  |  |  |  |  |  |  |  |  |  |  |  |  |  |  |  |  |  |
|                                           |                                           |                                           |                                           |                                           |                                           |                                      |                                      |                                      |                                      |                                     |                                     |                                     |                                     |                                     |                                     |                                       |                                       |                                       |                                       |                                       |                                       |                                       |                                       |                                            |                                            |                                            |                                            |                                            |                                            |                                  |                                  |                                    |                                    |                                    |                                    |                                    |                                    |                                   |                                   |                                 |                                 |                                        |                                        |                                        |                                        |                                        |                                        |                                            |                                            |                                            |                                            |                                            |                                            |  |  |  |  |  |  |  |  |  |  |  |  |  |  |  |  |  |  |  |  |  |  |  |  |  |  |  |  |  |  |  |  |  |  |  |  |  |  |  |  |  |  |  |  |  |  |  |  |
|                                           |                                           |                                           |                                           | Frederik IV van de Palts (1574-1610)      | Frederik IV van de Palts (1574-1610)      | Frederik IV van de Palts (1574-1610) | Frederik IV van de Palts (1574-1610) | Frederik IV van de Palts (1574-1610) | Frederik IV van de Palts (1574-1610) |                                     |                                     |                                     |                                     |                                     |                                     | Louise Juliana van Nassau (1576-1644) | Louise Juliana van Nassau (1576-1644) | Louise Juliana van Nassau (1576-1644) | Louise Juliana van Nassau (1576-1644) | Louise Juliana van Nassau (1576-1644) | Louise Juliana van Nassau (1576-1644) |                                       |                                       |                                            |                                            |                                            |                                            |                                            |                                            |                                  |                                  | Jacobus I van Engeland (1566-1625) | Jacobus I van Engeland (1566-1625) | Jacobus I van Engeland (1566-1625) | Jacobus I van Engeland (1566-1625) | Jacobus I van Engeland (1566-1625) | Jacobus I van Engeland (1566-1625) |                                   |                                   |                                 |                                 |                                        |                                        | Anna van Denemarken (1574-1619)        | Anna van Denemarken (1574-1619)        | Anna van Denemarken (1574-1619)        | Anna van Denemarken (1574-1619)        | Anna van Denemarken (1574-1619)            | Anna van Denemarken (1574-1619)            |                                            |                                            |                                            |                                            |  |  |  |  |  |  |  |  |  |  |  |  |  |  |  |  |  |  |  |  |  |  |  |  |  |  |  |  |  |  |  |  |  |  |  |  |  |  |  |  |  |  |  |  |  |  |  |  |
|                                           |                                           |                                           |                                           | Frederik IV van de Palts (1574-1610)      | Frederik IV van de Palts (1574-1610)      | Frederik IV van de Palts (1574-1610) | Frederik IV van de Palts (1574-1610) | Frederik IV van de Palts (1574-1610) | Frederik IV van de Palts (1574-1610) |                                     |                                     |                                     |                                     |                                     |                                     | Louise Juliana van Nassau (1576-1644) | Louise Juliana van Nassau (1576-1644) | Louise Juliana van Nassau (1576-1644) | Louise Juliana van Nassau (1576-1644) | Louise Juliana van Nassau (1576-1644) | Louise Juliana van Nassau (1576-1644) |                                       |                                       |                                            |                                            |                                            |                                            |                                            |                                            |                                  |                                  | Jacobus I van Engeland (1566-1625) | Jacobus I van Engeland (1566-1625) | Jacobus I van Engeland (1566-1625) | Jacobus I van Engeland (1566-1625) | Jacobus I van Engeland (1566-1625) | Jacobus I van Engeland (1566-1625) |                                   |                                   |                                 |                                 |                                        |                                        | Anna van Denemarken (1574-1619)        | Anna van Denemarken (1574-1619)        | Anna van Denemarken (1574-1619)        | Anna van Denemarken (1574-1619)        | Anna van Denemarken (1574-1619)            | Anna van Denemarken (1574-1619)            |                                            |                                            |                                            |                                            |  |  |  |  |  |  |  |  |  |  |  |  |  |  |  |  |  |  |  |  |  |  |  |  |  |  |  |  |  |  |  |  |  |  |  |  |  |  |  |  |  |  |  |  |  |  |  |  |
|                                           |                                           |                                           |                                           |                                           |                                           |                                      |                                      |                                      |                                      | Frederik V van de Palts (1596-1632) | Frederik V van de Palts (1596-1632) | Frederik V van de Palts (1596-1632) | Frederik V van de Palts (1596-1632) | Frederik V van de Palts (1596-1632) | Frederik V van de Palts (1596-1632) |                                       |                                       |                                       |                                       |                                       |                                       |                                       |                                       |                                            |                                            |                                            |                                            |                                            |                                            |                                  |                                  |                                    |                                    |                                    |                                    |                                    |                                    | Elizabeth Stuart (1596-1662)      | Elizabeth Stuart (1596-1662)      | Elizabeth Stuart (1596-1662)    | Elizabeth Stuart (1596-1662)    | Elizabeth Stuart (1596-1662)           | Elizabeth Stuart (1596-1662)           |                                        |                                        |                                        |                                        |                                            |                                            |                                            |                                            |                                            |                                            |  |  |  |  |  |  |  |  |  |  |  |  |  |  |  |  |  |  |  |  |  |  |  |  |  |  |  |  |  |  |  |  |  |  |  |  |  |  |  |  |  |  |  |  |  |  |  |  |
|                                           |                                           |                                           |                                           |                                           |                                           |                                      |                                      |                                      |                                      | Frederik V van de Palts (1596-1632) | Frederik V van de Palts (1596-1632) | Frederik V van de Palts (1596-1632) | Frederik V van de Palts (1596-1632) | Frederik V van de Palts (1596-1632) | Frederik V van de Palts (1596-1632) |                                       |                                       |                                       |                                       |                                       |                                       |                                       |                                       |                                            |                                            |                                            |                                            |                                            |                                            |                                  |                                  |                                    |                                    |                                    |                                    |                                    |                                    | Elizabeth Stuart (1596-1662)      | Elizabeth Stuart (1596-1662)      | Elizabeth Stuart (1596-1662)    | Elizabeth Stuart (1596-1662)    | Elizabeth Stuart (1596-1662)           | Elizabeth Stuart (1596-1662)           |                                        |                                        |                                        |                                        |                                            |                                            |                                            |                                            |                                            |                                            |  |  |  |  |  |  |  |  |  |  |  |  |  |  |  |  |  |  |  |  |  |  |  |  |  |  |  |  |  |  |  |  |  |  |  |  |  |  |  |  |  |  |  |  |  |  |  |  |
|                                           |                                           |                                           |                                           |                                           |                                           |                                      |                                      |                                      |                                      |                                     |                                     |                                     |                                     |                                     |                                     |                                       |                                       |                                       |                                       |                                       |                                       |                                       |                                       |                                            |                                            |                                            |                                            |                                            |                                            |                                  |                                  |                                    |                                    |                                    |                                    |                                    |                                    |                                   |                                   |                                 |                                 |                                        |                                        |                                        |                                        |                                        |                                        |                                            |                                            |                                            |                                            |                                            |                                            |  |  |  |  |  |  |  |  |  |  |  |  |  |  |  |  |  |  |  |  |  |  |  |  |  |  |  |  |  |  |  |  |  |  |  |  |  |  |  |  |  |  |  |  |  |  |  |  |
|                                           |                                           |                                           |                                           |                                           |                                           |                                      |                                      |                                      |                                      |                                     |                                     |                                     |                                     |                                     |                                     |                                       |                                       |                                       |                                       |                                       |                                       |                                       |                                       |                                            |                                            |                                            |                                            |                                            |                                            |                                  |                                  |                                    |                                    |                                    |                                    |                                    |                                    |                                   |                                   |                                 |                                 |                                        |                                        |                                        |                                        |                                        |                                        |                                            |                                            |                                            |                                            |                                            |                                            |  |  |  |  |  |  |  |  |  |  |  |  |  |  |  |  |  |  |  |  |  |  |  |  |  |  |  |  |  |  |  |  |  |  |  |  |  |  |  |  |  |  |  |  |  |  |  |  |
| Karel I Lodewijk van de Palts (1617-1680) | Karel I Lodewijk van de Palts (1617-1680) | Karel I Lodewijk van de Palts (1617-1680) | Karel I Lodewijk van de Palts (1617-1680) | Karel I Lodewijk van de Palts (1617-1680) | Karel I Lodewijk van de Palts (1617-1680) |                                      |                                      | Ruprecht van de Palts (1619-1682)    | Ruprecht van de Palts (1619-1682)    | Ruprecht van de Palts (1619-1682)   | Ruprecht van de Palts (1619-1682)   | Ruprecht van de Palts (1619-1682)   | Ruprecht van de Palts (1619-1682)   |                                     |                                     | Maurits van de Palts (1621-1652)      | Maurits van de Palts (1621-1652)      | Maurits van de Palts (1621-1652)      | Maurits van de Palts (1621-1652)      | Maurits van de Palts (1621-1652)      | Maurits van de Palts (1621-1652)      |                                       |                                       | Louise Hollandine van de Palts (1622-1709) | Louise Hollandine van de Palts (1622-1709) | Louise Hollandine van de Palts (1622-1709) | Louise Hollandine van de Palts (1622-1709) | Louise Hollandine van de Palts (1622-1709) | Louise Hollandine van de Palts (1622-1709) |                                  |                                  | Eduard van de Palts (1625-1663)    | Eduard van de Palts (1625-1663)    | Eduard van de Palts (1625-1663)    | Eduard van de Palts (1625-1663)    | Eduard van de Palts (1625-1663)    | Eduard van de Palts (1625-1663)    |                                   |                                   | Sophia van de Palts (1630-1714) | Sophia van de Palts (1630-1714) | Sophia van de Palts (1630-1714)        | Sophia van de Palts (1630-1714)        | Sophia van de Palts (1630-1714)        | Sophia van de Palts (1630-1714)        |                                        |                                        | ... + 4 broers en 3 zusters                | ... + 4 broers en 3 zusters                | ... + 4 broers en 3 zusters                | ... + 4 broers en 3 zusters                | ... + 4 broers en 3 zusters                | ... + 4 broers en 3 zusters                |  |  |  |  |  |  |  |  |  |  |  |  |  |  |  |  |  |  |  |  |  |  |  |  |  |  |  |  |  |  |  |  |  |  |  |  |  |  |  |  |  |  |  |  |  |  |  |  |